# Марко Јагодић Куриџа
Марко Јагодић Куриџа (Задар, 15. мај 1987) српски је кошаркаш. Игра на позицији крилног центра.

## Клупска каријера
Јагодић Куриџа је рођен у Задру и ту је живео до 1995. године када је због рата у Хрватској са породицом избегао у Пожегу. У Пожеги је и почео да се бави кошарком, а након завршетка основне школе одлази у Суботицу где је прошао комплетну школу Спартака. Након Спартака је прешао у КК Нови Сад са којим је играо у Кошаркашкој лиги Србије. Касније је играо и за Борац из Бање Луке а најбоље партије је пружао у екипи Чапљина Ласте где је проглашен најкориснијим играчем првенства БиХ у сезони 2011/12.
У јулу 2012. потписао је уговор са Цибоном па је тако постао први Србин који је од рата заиграо у овом загребачком клубу. У првој сезони са Цибоном је освојио дуплу круну, првенство и куп Хрватске. У наредној сезони са загребачким клубом је освојио Јадранску лигу, прву у историји клуба, и то након што су у Београдској арени савладани Црвена звезда и Цедевита. Напустио је Цибону 2. јануара 2016. године, након три и по сезоне проведене у клубу. Након тога је прешао у Нимбурк у којем је остао до краја сезоне и освојио првенство Чешке. Затим је две сезоне провео у Остендеу са којим је освојио по два првенства и купа Белгије.
У јуну 2018. потписао је уговор са екипом Приморске. Био је један од кључних играча Приморске у сезони 2018/19. у којој је освојено чак четири трофеја (првенство Словеније, АБА 2 лига, Куп Словеније и Суперкуп Словеније). Од индивидуалних признања освојио је награде за најкориснијег играча словеначког Суперкупа, као и плеј-офа друге Јадранске лиге. У јуну 2019. потписао је нови уговор са Приморском, али је у децембру исте године напустио клуб и потписао за Црвену звезду до краја сезоне 2020/21. Са Црвеном звездом је у сезони 2020/21. освојио Куп Радивоја Кораћа (добио награду за најкориснијег играча финалне утакмице), Јадранску лигу а потом и титулу првака Србије.
У јуну 2021. потписао је уговор са екипом подгоричке Будућности. Три сезоне је провео у Будућности након чега је потписао за новосадску Војводину.

## Репрезентација
За репрезентацију Србије дебитовао је 25. новембра 2021. године против Летоније у квалификацијама за одлазак на Светско првенство 2023. Наступао је за национални тим на Европском првенству 2022. године.

## Успеси

### Клупски
- Цибона:
  - Јадранска лига (1): 2013/14.
  - Првенство Хрватске (1): 2012/13.
  - Куп Хрватске (1): 2013.
- Нимбурк:
  - Првенство Чешке (1): 2015/16.
- Остенде:
  - Првенство Белгије (2): 2016/17, 2017/18.
  - Куп Белгије (2): 2017, 2018.
- Приморска:
  - Друга Јадранска лига (1): 2018/19.
  - Првенство Словеније (1): 2018/19.
  - Куп Словеније (1): 2019.
  - Суперкуп Словеније (2): 2018, 2019.
- Црвена звезда:
  - Првенство Србије (1): 2020/21.
  - Јадранска лига (1): 2020/21.
  - Куп Радивоја Кораћа (1): 2021.
- Будућност:
  - Првенство Црне Горе (3): 2021/22, 2022/23, 2023/24.
  - Куп Црне Горе (3): 2022, 2023, 2024.

### Појединачни
- Најкориснији играч Суперкупа Словеније (1): 2018.
- Најкориснији играч доигравања Друге Јадранске лиге (1): 2018/19.
- Најкориснији играч финала Купа Радивоја Кораћа (1): 2021.